# Västergarns distrikt
Västergarns distrikt är ett distrikt i Gotlands kommun och Gotlands län. 
Distriktet ligger på västra delen av Gotland.

## Tidigare administrativ tillhörighet
Distriktet inrättades 2016 och utgörs av socknen Västergarn.
Området motsvarar den omfattning Västergarns församling hade vid årsskiftet 1999/2000.

## Bilder

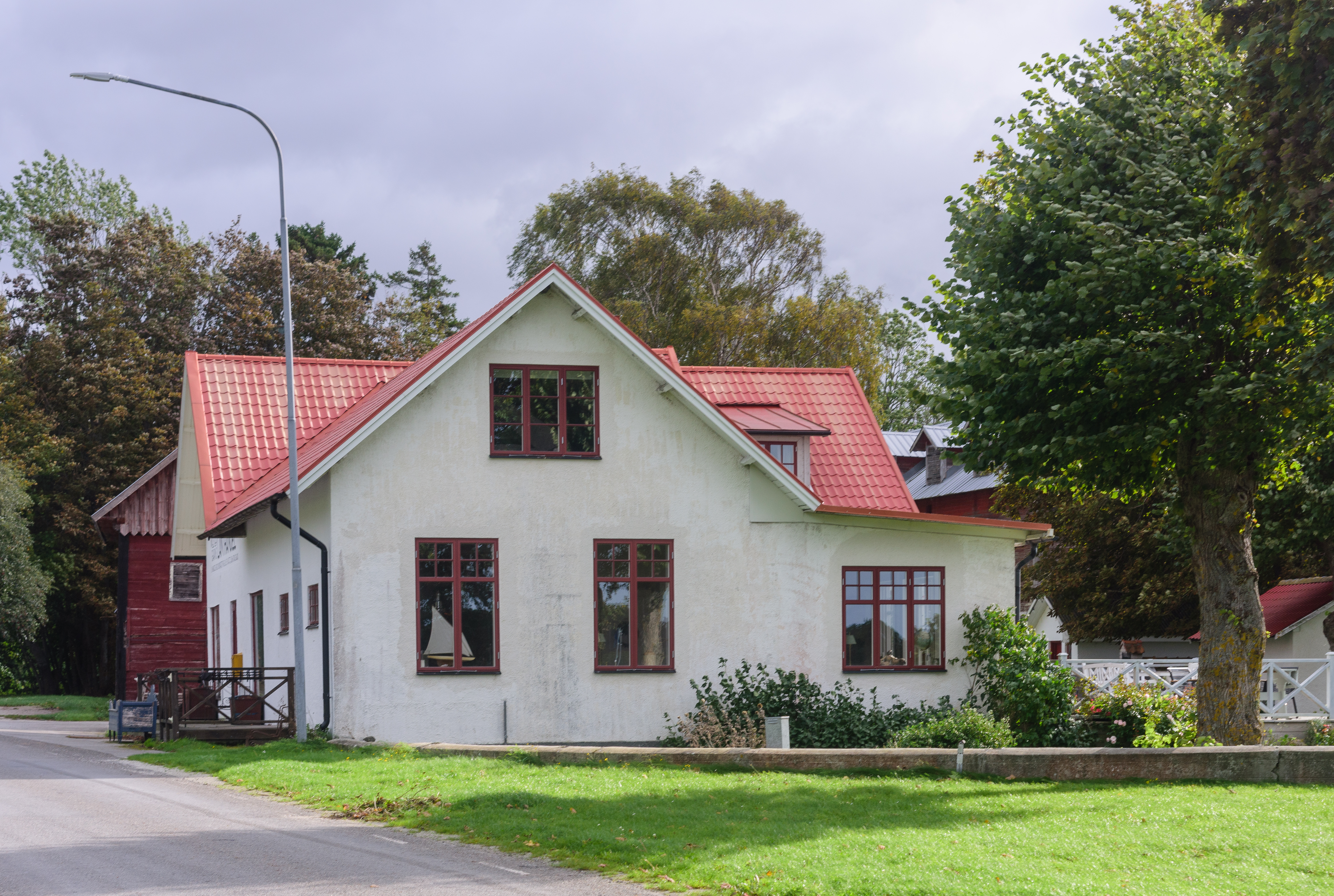
Lanthandel i Västergarn.
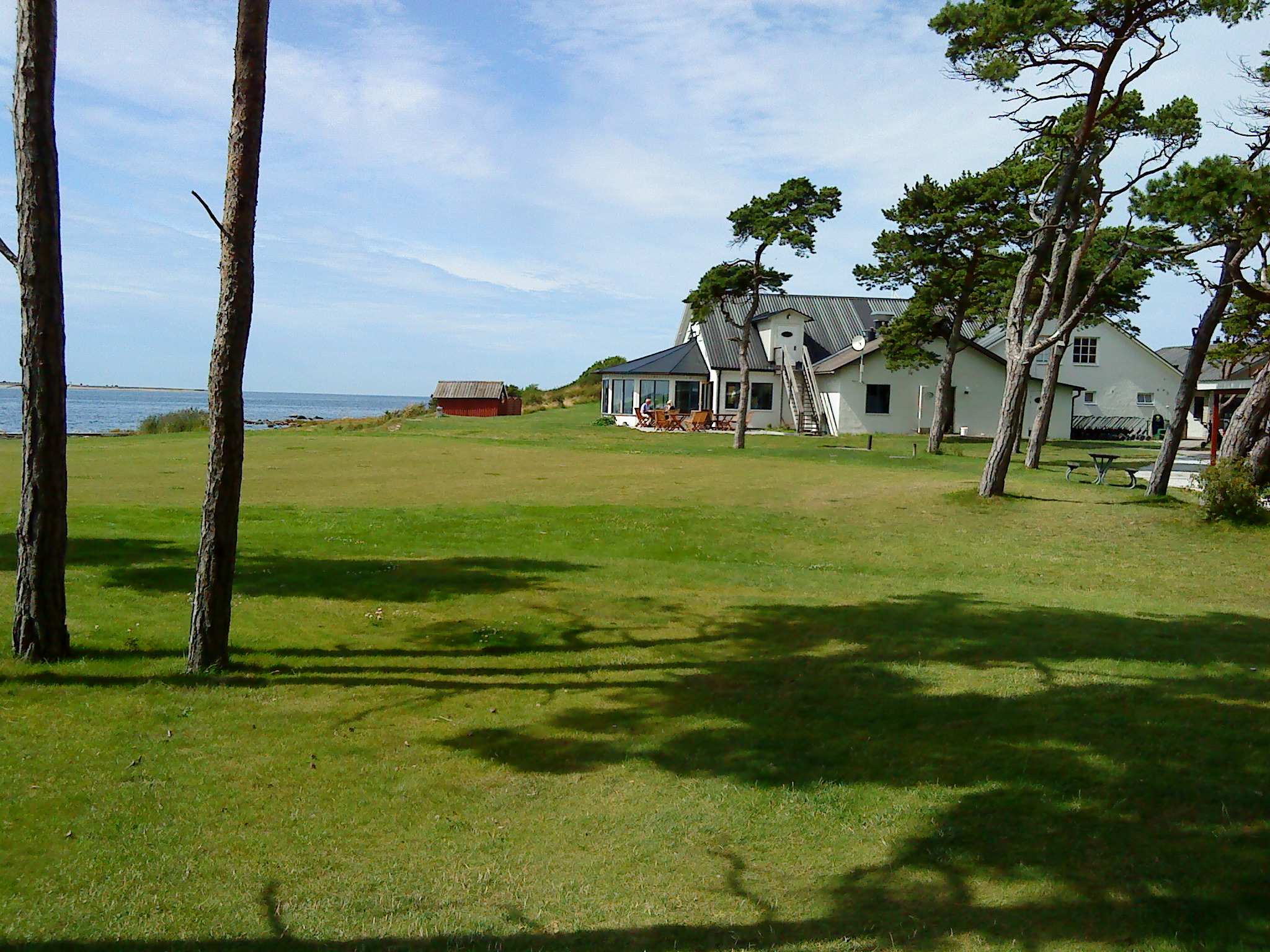
Visby golfklubb på Kronholmen vid Västergarn.
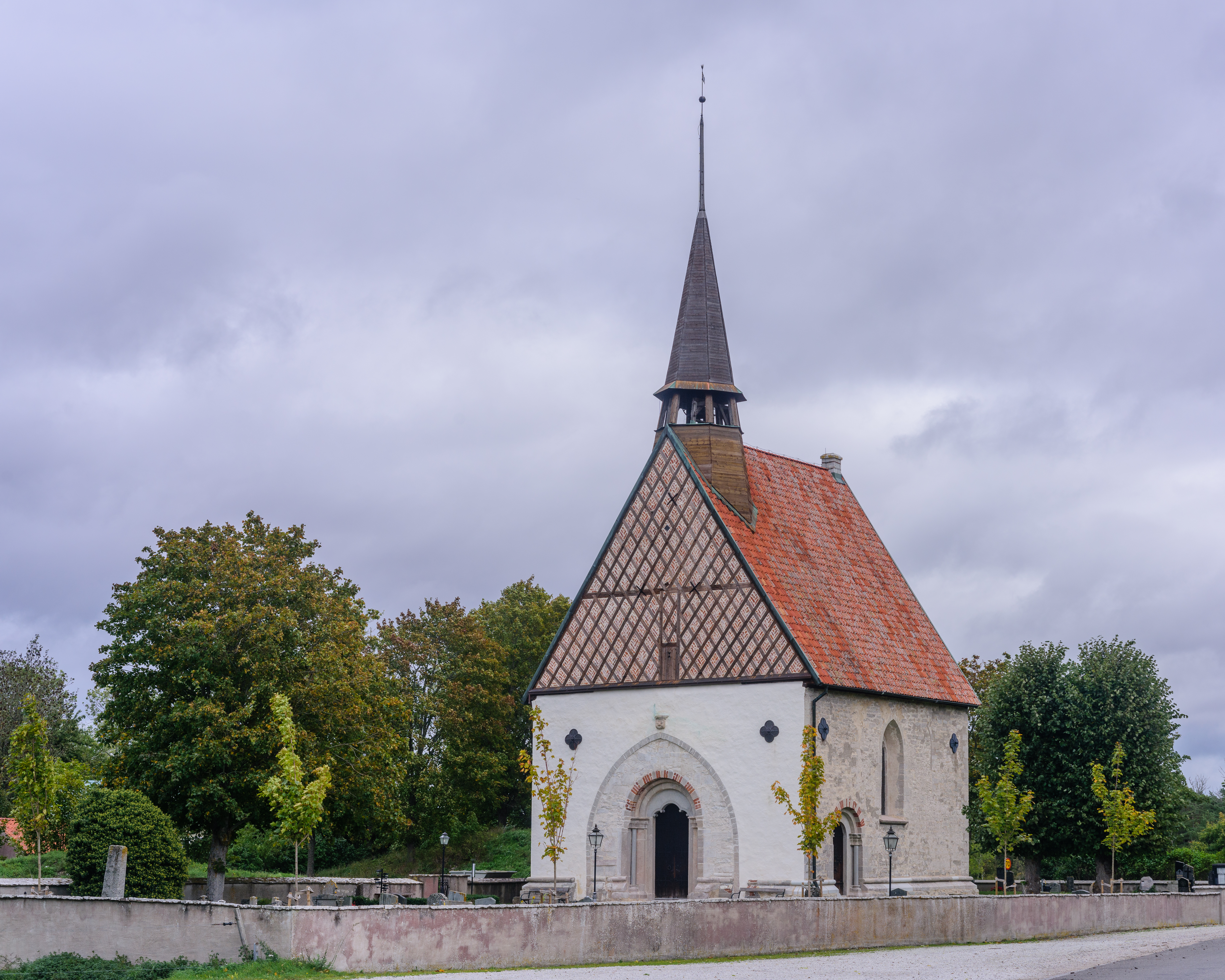
Västergarns kyrka.
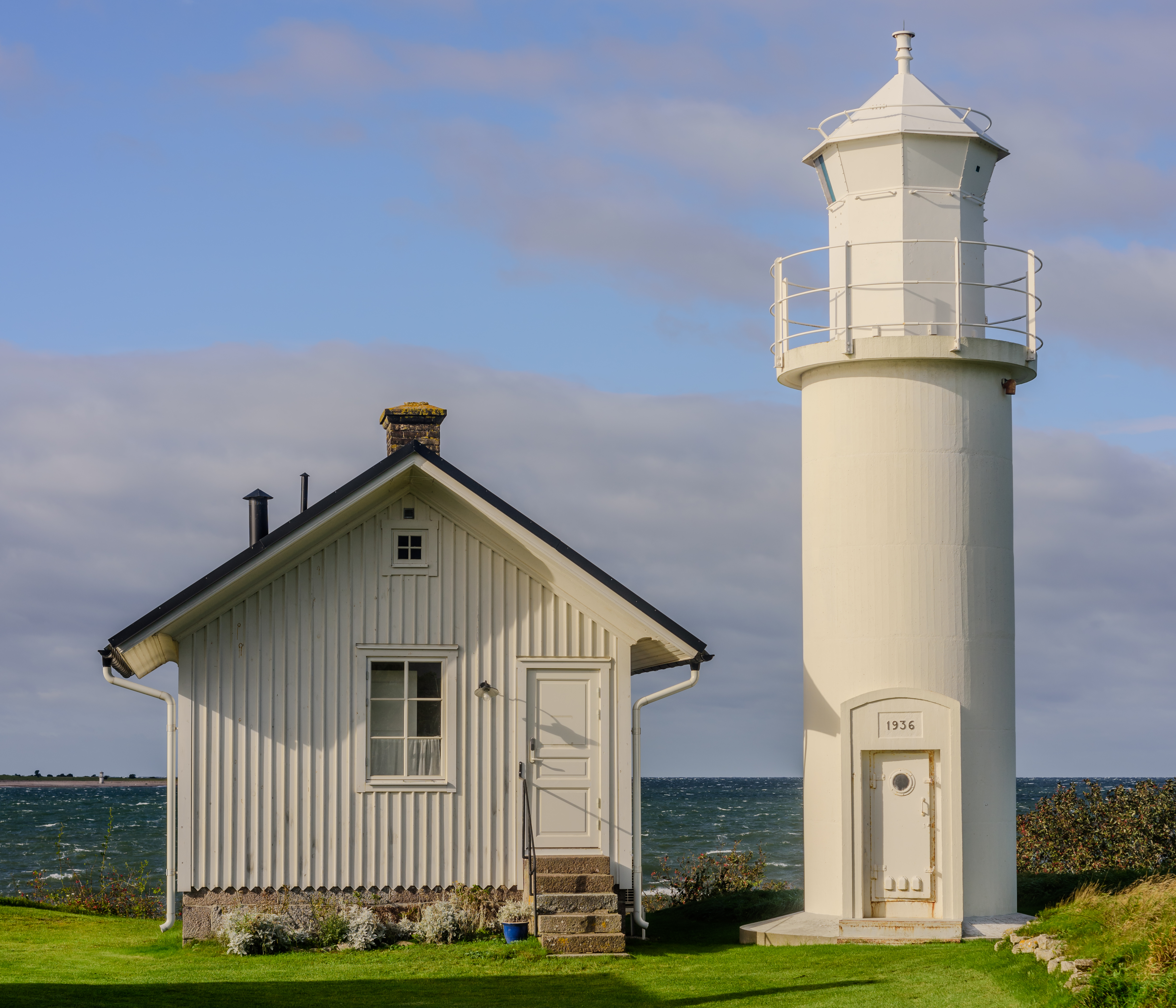
Skansudde fyr.